# M'Chouneche
M'Chouneche là một đô thị thuộc tỉnh Biskra, Algérie. Dân số thời điểm năm 2002 là 9.143 người.